# Кудажлейка
Кудажлейка — село в составе Живайкинского сельского поселения Барышского района Ульяновской области. 

## География
Находится на расстоянии примерно 16 километров на юг-юго-восток по прямой от районного центра города Барыш. 

## История
В 1913 году в селе было 207 дворов и 1095 жителей. В 1990-е годы работал  СПК «Кудажлейский». .

## Население
Население составляло 227 человек (мордва 77%) в 2002 году, 131 по переписи 2010 года.